# Привет от Тима Бакли
«Привет от Тима Бакли» (англ. Greetings from Tim Buckley) — фильм режиссёра Дэниела Олгранта о музыканте Джеффе Бакли, роль которого исполнил Пенн Бэджли. Премьера картины состоялась 9 сентября 2012 года на 37-м международном кинофестивале в Торонто.

## Сюжет
В 1991 году молодой Джефф Бакли репетирует перед своим дебютным выступлением на бруклинском концерте, посвящённом памяти его отца, умершего фолк-певца Тима Бакли. Сталкиваясь с наследием человека, которого он едва знал, Джефф заводит дружбу с загадочной девушкой Элли, выступает на концерте и постепенно понимает мощный потенциал своего собственного музыкального голоса.

## В ролях
| Актёр            | Роль          |
| ---------------- | ------------- |
| Пенн Бэджли      | Джефф Бакли   |
| Бен Розенфилд    | Тим Бакли     |
| Имоджен Путс     | Элли          |
| Фрэнк Вуд        | Гари Лукас    |
| Норберт Лео Батц | Хэл Вильнер   |
| Джесика Стоун    | Джанин Николс |
| Фрэнк Белло      | Ричард Хэлл   |
| Уильям Сэдлер    | Ли Андервуд   |
| Кейт Нэш         | Кэрол         |

## Производство
Бэджли получил роль после того, как отослал запись своего пения. Бэджли сказал, что для роли он брал уроки вокала и игры на гитаре. Гэри Лукас, консультант проекта, автор песен и в прошлом один из сотрудничавших с Джеффом Бакли, играл и репетировал с Бэджли.
Вся музыка, звучащая в фильме, была взята из дискографии Тима Бакли, кроме композиции Леонарда Коэна «Hallelujah», которую Джефф Бакли записал для своего единственного студийного альбома Grace, вышедшего в 1994 году.